# King’s Cup (Fußball) 2019
Der King’s Cup 2019 (thailändisch คิงส์คัพ 2019) war die 47. Austragung eines Fußballwettbewerbs in Thailand. Ausgetragen und organisiert wurde der Wettbewerb vom thailändischen Fußballverband.

## Teilnehmende Mannschaften
| Mannschaft | Nationaler Verband               | Regionaler Verband | Kontinentalverband | FIFA-Weltrangliste |
| ---------- | -------------------------------- | ------------------ | ------------------ | ------------------ |
| Thailand   | Football Association of Thailand | AFF                | AFC                | 114. Platz         |
| Curaçao    | Federashon Futbòl Kòrsou         | CFU                | CONCACAF           | 82. Platz          |
| Indien     | All India Football Federation    | SAFF               | AFC                | 101. Platz         |
| Vietnam    | Vietnam Football Federation      | AFF                | AFC                | 98. Platz          |

## Modus
Sollte es nach der regulären Spielzeit unentschieden stehen, wird die Entscheidung im Elfmeterschießen herbeigeführt. Es gibt keine Verlängerung. Es können drei Spieler ausgetauscht werden.

## Austragungsort
Alle Spiele fanden in Buriram in der 36.200 Zuschauer fassenden Chang Arena statt.

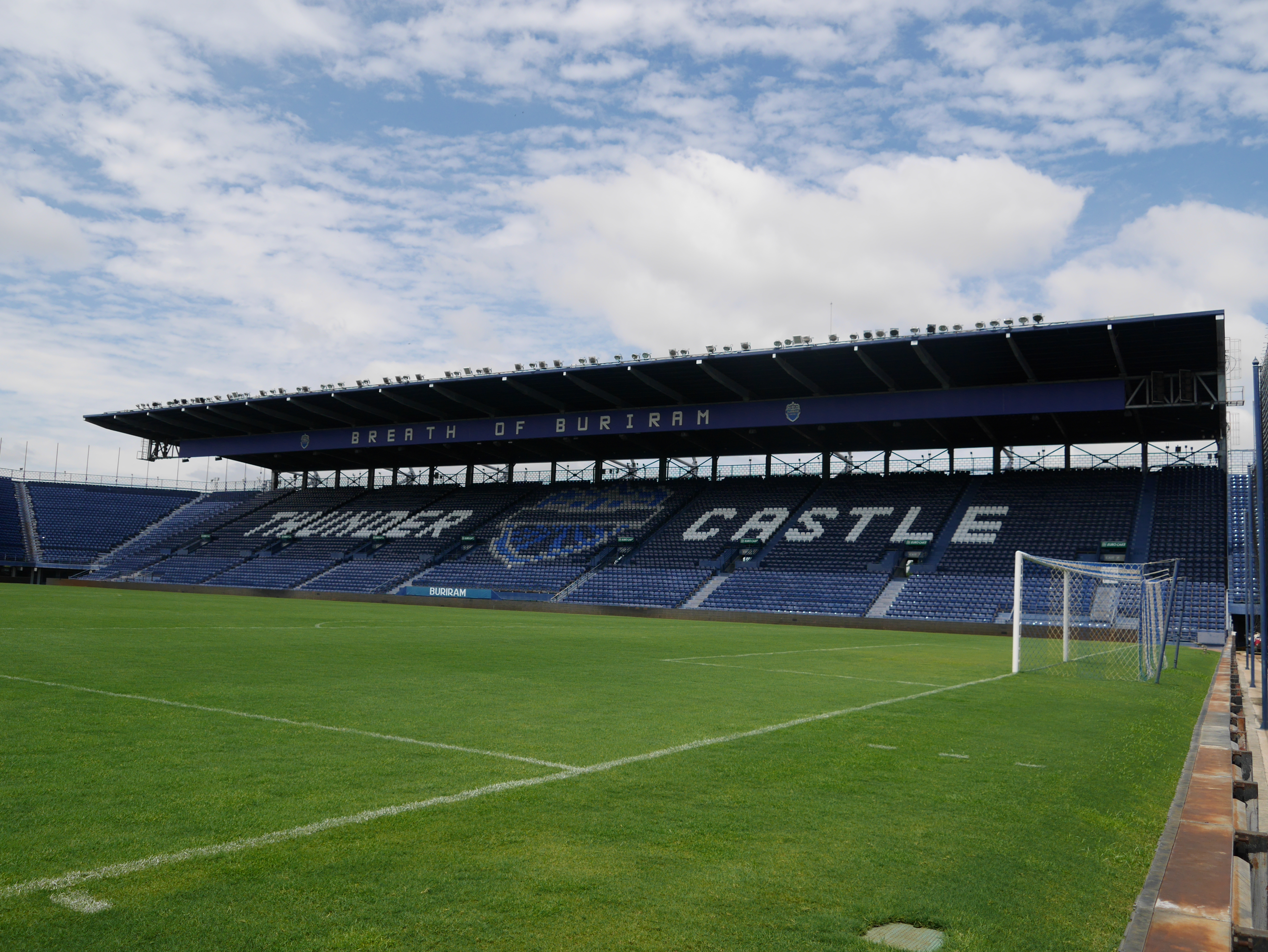
Chang Arena

## Spiele

### Übersicht
|  | Halbfinale                | Halbfinale                | Halbfinale                |   |         | Finale                    | Finale                    | Finale                    |
|  |                           |                           |                           |   |         |                           |                           |                           |
|  | 5. Juni 2019 um 15:30 Uhr |                           |                           |   |         |                           |                           |                           |
|  | 1                         | Curaçao                   | 3                         |   |         |                           |                           |                           |
|  | 2                         | Indien                    | 1                         |   |         | 8. Juni 2019 um 19:45 Uhr | 8. Juni 2019 um 19:45 Uhr | 8. Juni 2019 um 19:45 Uhr |
|  |                           |                           |                           | 1 | Curaçao | 1 (5)                     |                           |                           |
|  | 5. Juni 2019 um 19:45 Uhr | 5. Juni 2019 um 19:45 Uhr | 5. Juni 2019 um 19:45 Uhr |   | 4       | Vietnam                   | 1 (4)                     |                           |
|  | 3                         | Thailand                  | 0                         |   |         |                           |                           |                           |
|  | 4                         | Vietnam                   | 1                         |   |         | Spiel um Platz 3          | Spiel um Platz 3          | Spiel um Platz 3          |
|  |                           |                           |                           |   |         | 2                         | Indien                    | 1                         |
|  | 3                         | Thailand                  | 0                         |   |         |                           |                           |                           |
|  |                           |                           |                           |   |         | 8. Juni 2019 um 15:30 Uhr |                           |                           |

### Halbfinale
| Datum                     |          | Ergebnis |         |
| ------------------------- | -------- | -------- | ------- |
| 5. Juni 2019 um 15:30 Uhr | Curaçao  | 3:1      | Indien  |
| 5. Juni 2019 um 19:45 Uhr | Thailand | 0:1      | Vietnam |

### Spiel um Platz 3
| Datum                     |        | Ergebnis |          |
| ------------------------- | ------ | -------- | -------- |
| 8. Juni 2019 um 15:30 Uhr | Indien | 1:0      | Thailand |

### Finale
| Datum                     |         | Ergebnis        |         |
| ------------------------- | ------- | --------------- | ------- |
| 8. Juni 2019 um 19:45 Uhr | Curaçao | 1:1 (5:4 i. E.) | Vietnam |

## Platzierung
| Platz    | Mannschaft |
| -------- | ---------- |
| 1. Platz | Curaçao    |
| 2. Platz | Vietnam    |
| 3. Platz | Indien     |
| 4. Platz | Thailand   |